# Отдельный парк
Отдельный парк — парк, находящийся в южной части Пушкина (Санкт-Петербург). Занимает участок между Павловским и Московским шоссе, Софийским бульваром и Октябрьской железной дорогой. На территории парка находятся Колонистский пруд и Павловский водовод, часть Таицкий системы водоснабжения. Отдельный парк — один из немногих сохранившихся в России до наших дней парковых комплексов середины XIX века.

## История
Название парка означает, что он создавался как обособленный объект, он не входил в единое целое, которое в Царском Селе составили Екатерининский, Александровский и Баболовский парки. Вначале вместе и наименованием Отдельный использовалось также Софийский парк. Иногда парк называли Колонистским, так как рядом находилась Фридентальская колония. 

### «Малиновская дача»
Территория Отдельного парка формировалась на участке, занимаемом в своё время путевым дворцом Елизаветы Петровны, который был построен в деревне Белозёрка. Впоследствии его посещала и императрица Екатерина. В 1786 году дворец был пожалован протоиерею А. Самборскому. Самборский устроил на участке сад, рыбные пруды, по границе участка был вырыт ров. Протоиерей увлекался ведением сельского хозяйства с применением английских методов, он организовал Практическую школу земледелия. Школе был выделен участок рядом с усадьбой Самборского, площадь его составляла 252 десятины и 1170 саженей. Большую часть этой земли занимали покосы и лес. В 1801 году школе был передан дом Самборского, но спустя несколько лет она была закрыта. Бывший путевой дворец и сад при нем в 1804 году был пожалован садовому мастеру Бушу. Позднее дом перешёл к Павлу Фёдоровичу Малиновскому, брату первого директора Царскосельского лицея, Василия Фёдоровича и опекуну его детей. Малиновскому дом принадлежал в 1820—1832 годах. За бывшим Белозерским дворцом закрепилось наименование «Малиновская дача». 
Сад при «Малиновской даче», устроенный ещё Самборским и поддерживавшийся Малиновским, сохранялся и тогда, когда дом перешёл в военное ведомство (середина XIX века) и в нём были устроены офицерские квартиры, а рядом возведены казармы и корпуса для размещения служб.
В начале XX века, когда царскосельские Стрелковые батальоны развернули в полки, были построены новые корпуса, среди них здание Офицерского собрания 1-го Стрелкового полка. Во время Первой мировой войны тут размещался лазарет, рядом действовали мастерские для выздоравливающих, в саду был разбит огород и устроены площадки для лаун-тенниса, крокета, других игр. В настоящее время здание Офицерского собрания окружено посадками туи, от Павловского шоссе участок отделяется оригинальной оградой, сохранившейся до наших дней. Здание Малиновской дачи было демонтировано в 1960-е годы. От этого дома остались лишь овальный в плане сквер и старые липы на Павловском шоссе.

### Формирование парка
Императорские парки Царского Села (Александровский, Баболовский) к середине XIX века увеличились и достигли границы с городом. Территория же между двумя дорогами — Павловской и Московской начала складываться как единый парковый ландшафт с 1839 года. Она граничила с Екатерининским и Павловским парками, имела отдельные элементы (в том числе гидротехнические сооружения), которые ещё предстояло включить в единый комплекс, на ней располагались сельскохозяйственные угодья. Е. Турова, составившая Историческую справку по Отдельному парку, не обнаружила в архивных материалах доказательств, что существовал единый проект планировки Отдельного парка. 

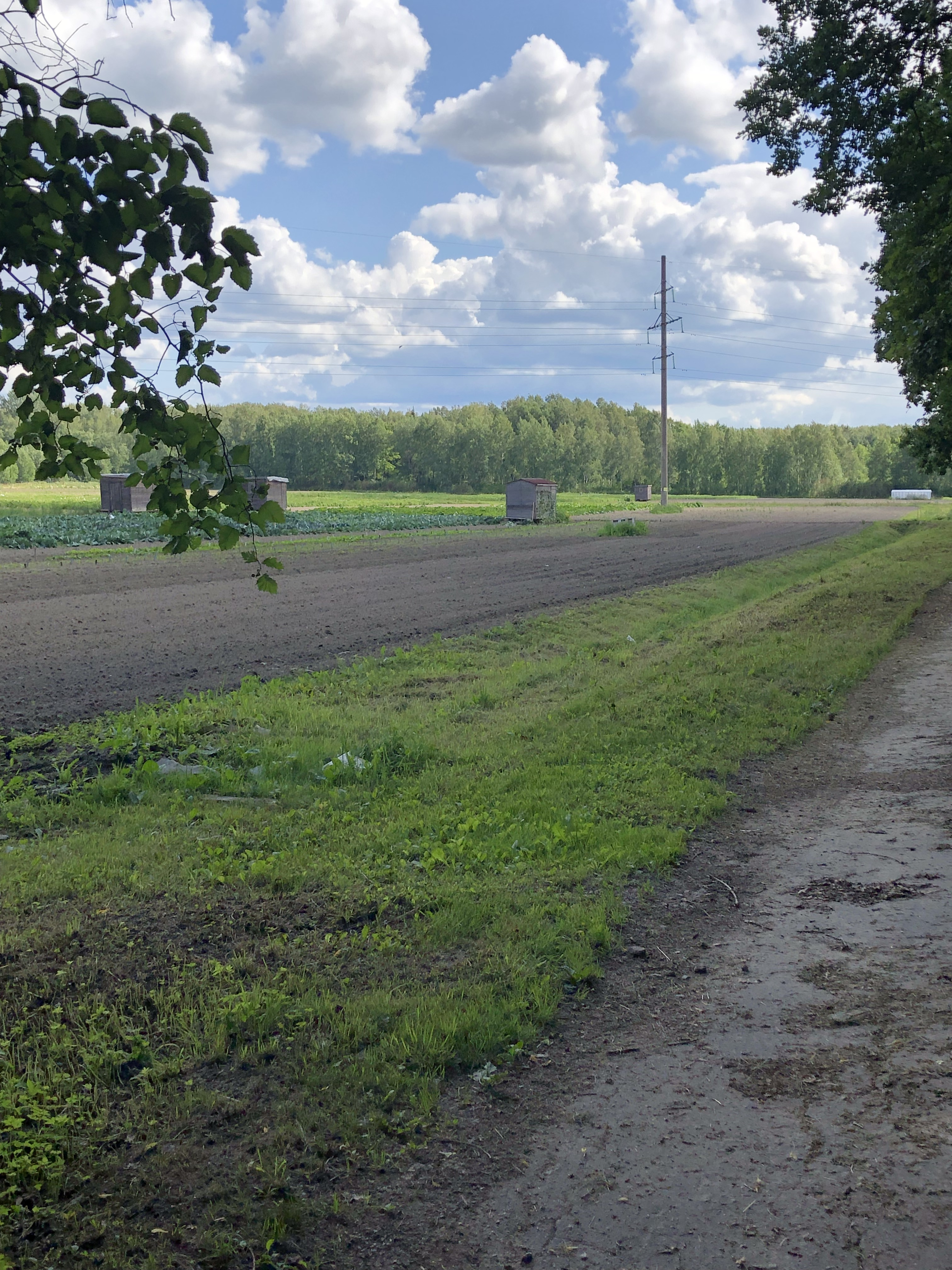
Опытные поля ВИГР им. Н. И. Вавилова

Зелёными насаждениями центральной части парка в 1839 году занимались садовые мастера Ф. Лямин и И. Ф. Пипер. В этом же году началось строительство Новопавловской дороги по проекту Ф. Лямина. Дорога прошла по территории парка параллельно Павловскому шоссе, соединяя Луговую дорогу и Старошалейную аллею. Вдоль Новопавловской дороги к 1845 году были разбиты клумбы и сформированы группы из молодых деревьев, саженцы которых получались из Школьно-садового заведения. Были высажены липа, клён, калина, вяз, ясень, дуб, тополь, также в новый ландшафт включались существующие деревья: ель, сосна, ольха, ива. Сейчас часть Новопавловской дороги от Луговой носит название Верхней аллеи, небольшой её участок у железной дороги — улица Парковая. Одновременно с постройкой Новопавловской дороги был спрямлен участок Павловского шоссе, идущий от дачи Малиновского до Павловска. Старый участок шоссе стал парковой дорогой и получил название Старо-павловской.
В 1846—1847 годах И. Ф. Пипер руководил работами по сооружению дороги для прогулок, которая шла вдоль западного берега Колонистского пруда. Эта «прогульная прудовая дорога» брала своё начало у Софийского бульвара и шла до Луговой дороги. «Прогульную дорогу» украсили клумбы бузины и дёрена. Устройство Софийской дороги в 1848 году завершило этап формирования сети дорог Отдельного парка. Она соединила Дубовую аллею с Новопавловской дорогой в том месте, где последняя пересекается с Тярлевской дорогой, и называемом Пять углов.
Часть парка к востоку от Дубовой аллеи до Московского шоссе была занята заболоченными лугами. После их осушения, которое проводил в 1820-х годах английский квакер Д. Вилер, здесь, как и на землях к западу от Павловского водовода, были покосы.

### Гидротехнические сооружения
Ландшафт парка исторически складывался вдоль оси, образованной Колонистским прудом и Павловским водоводом (часть Таицкой системы), в непосредственной близости от них расположены места, с которых наиболее выгодным образом обозреваются окрестности. Павловский водовод был проведён от пруда ручья Вангази в 1804 году, в настоящее время рядом с этой точкой расположены Московские ворота. Дно канала было укреплено булыжником, а его берега — дерном. По восточному и западному берегу вдоль водовода протянулись дороги, восточная — это Дубовая аллея. Дороги, вероятно, были устроены в то же время, что и канал. На середине пути водовода до Павловска его русло увеличивается в ширине, здесь по спускам из мелиоративной канавы сбрасывалась вода нескольких ручьёв. В этом месте расположен островок, называемый «Дубок». Отсюда водовод поворачивает, идёт по Водопроводной аллее и примыкает к обводной канаве Музыкального павильона. В 1890-х годах при постройке Московско-Виндаво-Рыбинской железной дороги при переходе водовода железнодорожной линией был возведён мост.
Изначально водовод пересекал Московскую дорогу, по обе стороны которой были вырыты два пруда прямоугольной формы. Верхний из прудов стал частью городского водопровода Царского Села, строившегося с 1809 года по проекту В. И. Гесте. После переноса части Московской дороги оба пруда были объединены в один (1824—1825), получивший название Колонистский. Работами по устройству пруда руководил А. А. Менелас.

### Застройка
Дошедшие до наших дней здания Отдельного парка — это большей частью дачи, принадлежавшие частным лицам, а также общественные здания и объекты медицинского назначения, ориентированные по Московскому и Павловскому шоссе. Все постройки возведены в течение последнего этапа формирования парка.